# Evangelii nuntiandi
Das Apostolische Schreiben Evangelii nuntiandi von Papst Paul VI. behandelt die Evangelisierung in der Welt von heute und stammt vom 8. Dezember 1975.
In den ersten sechs Kapiteln beschreibt es Christus als Urheber der Evangelisierung, die Kirche und deren Repräsentanten als Träger der Evangelisierung, darüber hinaus deren Inhalte, Wege, Methoden und Adressaten, die Hörer der frohen Botschaft. So heißt es hierzu im zweiten Kapitel:
Es gibt keine wahre Evangelisierung, wenn der Name, die Lehre, die Verheißungen, das Königreich und das Geheimnis von Jesus von Nazareth, dem Sohn Gottes, nicht verkündet werden (EN 22).
Im abschließenden siebten Kapitel geht es um den Geist der Evangelisierung. Sie soll in der Kraft des Heiligen Geistes authentisch geschehen und auf die Einheit im Glauben hinzielen. Der Wahrheit verpflichtet und von der Liebe beseelt soll sie Respekt haben vor der religiösen und geistlichen Lage der Menschen, die man evangelisiert. Respekt vor ihrem eigenen Lebensrhythmus, den man nicht über Gebühr belasten darf. Respekt vor ihrem Gewissen und ihren Überzeugungen, die man nicht brüskieren soll (EN 79). Die Verkündigung des Evangeliums ist Wort, das rettet.
Das päpstliche Schreiben wurde erstmals im Anschluss an eine Bischofssynode verfasst. Dem Umfang nach hätte Paul VI. diesem Thema auch eine eigene Enzyklika widmen können. Der Papst hatte sich aber nach der Enzyklika Humanae vitae entschieden, keine weiteren Enzykliken herauszugeben, um den besonderen Ernst dieses Lehrschreibens zu unterstreichen.